# بندشن
بندشن (بالفارسية الوسطى : Bun-dahišn(īh) ، "الخلق الأولي") هي مجموعة موسوعية من المعتقدات حول علم الكونيات الزرداشتي [الإنجليزية] المكتوبة بخط الكتاب البهلوي. الاسم الأصلي للعمل غير معروف. وهو أحد أهم الشواهد الباقية على الأدب الزرداشتي [الإنجليزية] في اللغة الفارسية الوسطى .
على الرغم من أن النص يعتمد على الأبستاق ويطور الأفكار المشار إليها في تلك النصوص، إلا أنه ليس كتابًا مقدسًا في حد ذاته. يعكس المحتوى النصوص الزرادشتية، والتي بدورها تعكس المعتقدات الزرادشتية القديمة وما قبل الزرادشتية. في بعض الحالات، يشير النص إلى طوارئ الإسلام في إيران بعد القرن السابع، وفي حالات أخرى، مثل فكرة أن القمر أبعد من النجوم.

## البناء
وقد نجا الكتاب في نسختين : نسخة هندية وأخرى إيرانية. تم العثور على النسخة المختصرة في الهند وتحتوي على 30 فصلاً فقط، وبالتالي تُعرف باسم بونداهيشن الصغرى، أو بونداهيشن الهندية . تم جلب نسخة من هذه النسخة إلى أوروبا بواسطة أبراهام أنكيتيل-دوبيرون في عام 1762. تم جلب نسخة أطول إلى الهند من إيران بواسطة أنكلسرا (TD Anklesaria) حوالي عام 1870، وبالتالي تُعرف باسم بونداهيشن الكبرى أو بونداهيشن الإيرانية أو بونداهيشن فقط. النسخة الأكبر (والتي يُختصر اسمها إلى GBd أو Bd فقط) أطول بحوالي مرتين من النسخة الأصغر (المختصرة IBd). تحتوي على 36 فصلًا. يحتوي البونداهيسن على خصائص تندرج تحت تصنيفات مختلفة، بما في ذلك كونه نصًا موسوعيًا ونصًا مشابهًا للم للمدراش.